# استان چومپفون

نقشهٔ تایلند و جایگاه استان چومپون.

استان چومپون یکی از استانهای کشور تایلند است. مساحت آن ۶۰۰۹ کیلومترمربع می‌باشد. جمعیت این استان در سال ۲۰۰۰ بالغ بر ۴۴۶۰۰۰ نفر برآورد شده است .
استان چومپون از نظر تقسیمات کشوری بخشی از ناحیه جنوب تایلند به حساب می‌آید. مرکز این استان شهر چومپون است.